# Partit dels Treballadors d'Irlanda
Partit dels Treballadors d'Irlanda (anglès Workers' Party, irlandès Páirtí na nOibrithe) és un partit polític d'Irlanda fundat el 1982 pels membres de l'IRA Oficial, que pels oficis de Cathal Goulding i Séan Garland, després de la campanya fronterera de 1956-1962, s'havien decantat més cap al socialisme i la defensa dels drets civils que no pas cap al nacionalisme i la reunificació, així com per l'abandó de la via militar.

## Creació
El 1970 el Sinn Féin es dividí en oficial i provisional, quan l'oficial acceptà l'autoritat del Dáil Éireann i convertir-se en partit marxista revolucionari. Alhora, el maig de 1972 declarà un alto el foc unilateral i el 1977 publicà l'opuscle Irish Industrial Revolution (per Eoghan Harris i Eamon Smullen) on defensen la prioritat de lluitar contra el sectarisme abans de la unificació, i que la violència distreu la classe obrera de la lluita de classes. El 1974 se’ls va escindir el Partit Socialista Republicà Irlandès de Seamus Costello, expulsat de l'IRA Oficial, que el 1977 van constituir l'Exèrcit d'Alliberament Nacional Irlandès (INLA).
El 1977 van adoptar el nom Sinn Féin - The Workers' Party a Irlanda per presentar-se a les eleccions al Dáil Éireann de 1977. A les eleccions generals d'Irlanda del Nord de 1973 es presentaren com a Clubs Republicans, fins que el 1981 adoptaren el de Workers' Party-Republican Clubs i el 1982 The Workers' Party.
Es presentà a eleccions irlandeses, aprofitant el descontentament per l'atur, molts impostos i mals serveis públics. A les eleccions de 1981 va obtenir un escó (Joe Sherlock per Cork Est, el 1982 en treu dos i el 1987 quatre. A les eleccions irlandeses de 1989 treu 7 escons i a les eleccions europees de 1989 el 7% i un escó per a Proinsias de Rossa. A les eleccions locals d'Irlanda del Nord de 1973 va obtenir 10 representants, que baixaren a 6 i el 2,6% dels vots a les de 1977. El 1993 només tenien un (Peter Smyth), que van perdre el 1997.

## L'escissió
El seu cap, Proinsias de Rossa, volia modificar els estatuts del partit per a adoptar l'acceptació del lliure mercat, rebutjar el marxisme (ara denostat) i acabar amb les acusacions de vinculació amb IRA Oficial, al que acusaven d'implicat en robatoris,. L'ardhfeis de 15 de febrer de 1992 a Dún Laoghaire, després d'intentar canviar els estatuts del partit, 6 dels set diputats al Dáil i molts regidors marxaren cap a Democratic Left, que el 1999 s'integrà en el Partit Laborista. A Irlanda del Nord, Tom French, el cap, va romandre fidel al partit, però Seamus Lynch s'uní a Democratic Left. El 1992 fou nomenada cap del Marian Donnelly, el 1994 Tom French i el 1998 Sean Garland, i el 2008 Mick Finnegan. A les eleccions obté bons resultats a Waterford, i a les eleccions generals d'Irlanda del Nord de 2007 obté 0,1%.